# Franciszek z Brzegu
Franciszek Kreysewicz z Brzegu (Kreisewicz, Krzysowicz, z Krzyżowic, Kreysowicz) (ur. ok. 1370 w Krzyżowicach koło Brzegu, zm. po 16 października 1432) – filozof, teolog i profesor.

## Życiorys
Studiował na Uniwersytecie Karola w Pradze, gdzie w 1393 uzyskał tytuł bakałarza, a 17 lutego 1396 magistra artium. Na tym samym wydziale był profesorem w latach 1397–1400. Następnie opuścił Pragę i w Krakowie rozpoczął wykłady na Wydziale Artium Uniwersytetu Krakowskiego oraz kontynuował na nim rozpoczęte w Pradze studia teologiczne. Bakałarzem teologii został ok. 1404, a doktorat i katedrę teologii otrzymał w 1409. Był rektorem Uniwersytetu Krakowskiego, dziekanem Wydziału Teologicznego i dożywotnim wicekanclerzem Uniwersytetu, podczas gdy jego kanclerzem był Zbigniew Oleśnicki. Poza godnościami uniwersyteckimi piastował także godności kościelne: był dziekanem w kolegiacie św. Floriana na Kleparzu, kanonikiem w kościele św. Michała na Wawelu, miał prebendę w kościele św. Marii Magdaleny w Krakowie (od 1422), a w 1428 otrzymał godność kanonika w katedrze wawelskiej.